# Gymnasium Miesbach
Das Gymnasium Miesbach ist ein staatliches Gymnasium in der Kreisstadt Miesbach in Bayern.
Im Schuljahr 2023/2024 besuchten 962 Schüler die Schule, die von 69 hauptamtlichen Lehrern unterrichtet wurden.

## Geschichte
Bereits in den Jahren um 1900 gab es Bestrebungen in Miesbach eine Mittelschule zu errichten. 1922 gelang schließlich die Gründung; Die Schule konnte im ehemaligen Café-Restaurant Haidmühl ihren Betrieb aufnehmen. In den 1940er-Jahren zur Oberrealschule ausgebaut, ging die Schule 1957 aus dem Besitz der Stadt in den des Freistaates über und trägt seitdem den Namen Staatliches Gymnasium Miesbach.

## Gebäude
Das heutige Gebäude entstand zwischen 1961 und 1963 und wurde von 1984 bis 1994 unter dem Schuldirektor Andreas Scherm beträchtlich erweitert. Im Jahre 2009 kam eine Mensa hinzu, die von Schülern des Gymnasiums und der Realschule Miesbach genutzt werden kann.
Das Gymnasium besitzt auch ein eigenes Emblem: Als die Abiturienten des Jahrgangs 1991 nach einem aussagekräftigen Gestaltungsmotiv für ihre Abschlussfeier suchten, haben sie sich für das Emblem des Pegasus, des geflügelten Musenrosses des griechischen Helden Bellerophon, entschieden. Seitdem ist dies das offizielle Wappen der Schule.
Im Jahre 1996 wurde nach fast dreijähriger künstlerischer und technischer Auseinandersetzung ein fast lebensgroßes Abbild des Rosses aus Aluminium fertiggestellt, welches bis zum Beginn der Umbauarbeiten auf dem Vordach des Schulhauptgebäudes stand.

## Besonderheiten
Es gibt ein schuleigenes Orchester, sowie Bigband und Kammerchor, welche bereits einige Wettbewerbe gewinnen konnten. Der Kammerchor, unter der Leitung von Markus Zellinger, gewann zum Beispiel 2013 beim Bayerischen Chorwettbewerb den ersten Preis in der Kategorie 'Jugendchöre –– Gemischte Stimmen' und erhielt dadurch die Berechtigung zur Teilnahme am 9. Deutschen Chorwettbewerb 2014 in Weimar. Dort gewann er den zweiten Preis in selbiger Kategorie.
In der Sternwarte der Schule wurden die letzte Sonnenfinsternis, der Orionnebel, der Komet Hale-Bopp und der Protostern in Taurus dokumentiert. Für die Dauer des Umbaus ist sie außer Betrieb, wird aber wieder in Einsatz kommen.
Es gibt eine Schülermitverantwortung (SMV), die eine eigene Webseite unterhält.
Das Gymnasium besitzt ein Schulcafe namens Styx, dessen Belegschaft aus den Reihen der Schülern rekrutiert wird. Das Styx öffnete im Januar 2014 nach den Umbauarbeiten wieder.
Des Weiteren erscheint seit 1994 die Schülerzeitung Kaktus mit aktuellen Inhalten aus dem Schulalltag, anfangs mehrmals im Jahr, dann gab es eine Zeit lang keine Schülerzeitung mehr. Ein Projektseminar hat 2014 versucht, die Tradition der Schülerzeitung wieder ins Leben zu rufen und brachte die Zeitschrift „allgemeinBILDung“ heraus.

## Leitung
- Emil Braunweiler (1945–1973)
- Josef Förg (1973–1980) (* 1928 – † 2015; nach seiner Miesbacher Zeit am Graf-Rasso-Gymnasium Fürstenfeldbruck)[5]
- Andreas Scherm (1980–2001)
- Katharina Laubmeier (2001–2013)
- Rainer Dlugosch (2013–2021)[6]
- Claudia Reiserer (seit 2021)[7]

## Bekannte ehemalige Schüler
- Benedikt Blaskovic (* 1988), Schauspieler
- Niklas Brunner, Musicaldarsteller (Fack ju Göhte – Das Musical)
- Sina Doughan (* 1987), Grünen-Politikerin
- Katrin Filzen (* 1976), Schauspielerin
- Michael Fitz (* 1958), Schauspieler
- Niklas Frank (* 1939), Journalist
- Markus Friedrich (* 1974), Historiker
- Natalie Geisenberger (* 1988), Rennrodel-Weltmeisterin
- Ferdinand Hofer (* 1993), Schauspieler
- Florian Krenkel (* 2001), Volleyballspieler
- Marie Munz (* 1975), Schauspielerin
- Marcus H. Rosenmüller (* 1973), Filmregisseur
- Franz Schwarzenböck (1923–2010), Weihbischof
- Sara Seiler (* 1983), Eishockeynationalspielerin
- Michael Stürzl (* 1960), Molekular- und Zellbiologe
- Claus von Wagner (* 1977), Kabarettist
- Jürgen Zarusky (1958–2019), Historiker